# Club Renato Cesarini
Club Renato Cesarini – argentyński klub piłkarski z siedzibą w mieście Rosario leżącym w prowincji Santa Fe.

## Osiągnięcia
- Udział w mistrzostwach Argentyny Nacional: 1982, 1983
- Mistrz Asociación Rosarina de Fútbol (2): 1978, 1995
- Liga Rosarina de Fútbol (12): 1978, 1980, 1981, 1982, 1984, 1986, 1987, 1989, 1993, 1995, 1996, 2004

## Historia
Klub założony został 15 stycznia 1975 roku i gra obecnie w lidze prowincjonalnej Asociación Rosarina de Fútbol.